# 第二十七届超级碗中场秀
第二十七届超级碗中场秀（英語：The Super Bowl XXVII Halftime Show）于1993年1月31日在美国加利福尼亚州帕萨迪纳的玫瑰碗体育场举行，这是美国职业橄榄球联盟“第二十七届超级碗”赛事的一部分。
1992年的第二十六届超级碗转播期间，赛事转播方CBS电视网的竞争对手FOX电视网在中场秀时段推出同档竞争特别节目《活色生香》。这导致CBS电视网同时段收视率下降，因而CBS电视网决定在第二十七届超级碗中场秀上邀请迈克尔·杰克逊表演。表演成功实现了CBS电视网的预期，这是超级碗转播史上首次出现中场收视率相较于赛事增加的情况。据估计这次转播在全美拥有1.334亿收视观众，而在全球则有13亿观众观看了这次中场秀，被认为是电视史上收视率最高的电视节目之一。得益于这场中场秀及迈克尔·杰克逊在1月底与2月的其他精彩表演，他的专辑《危险之旅》的销量有了明显的提高。
在此之后，超级碗中场秀开始侧重于邀请流行音乐明星参与表演，而这场中场秀也为日后的中场秀表演树立了标准，同时也被认为是超级碗中场秀的经典演出之一。

## 演出背景
在第二十七届超级碗之前，中场秀通常由行进乐队进行表演，后来一度改为操演队或类似“人人至上”等舞团来表演。但进入1990年代之后，这些表演被认为是在文化上过时的。在前一年的第二十六届超级碗中场秀上，制作方向1992年冬季奥运会致敬，安排布莱恩·博伊塔诺和桃乐丝·汉弥尔进行花样滑冰表演并邀请了格洛丽亚·埃斯特凡担任音乐表演嘉宾。作为未来美国职业橄榄球大联盟赛事转播方FOX电视网在中场秀播出时段推出其喜剧连续剧《活色生香》的特辑作为同时段对抗节目，结果导致CBS电视网所转播的中场秀收视率较比赛直播下跌22%。
第二十六届超级碗中场秀的收视失败让美国职业橄榄球大联盟开始注意提升中场秀的知名度以吸引和留住主流收视观众。负责中场秀制作的无线电城制作公司试图通过联系迈克尔·杰克逊及其经纪人桑迪·加林来吸引杰克逊参与中场秀表演。经过三次谈判失败后，这其中包括杰克逊方要求制作公司支付100万美元的表演费用，无线电城制作公司终于成功说服迈克尔·杰克逊参与中场秀表演。
尽管美国职业橄榄球大联盟有不向中场秀表演方支付演出费用的惯例，但他们与本届超级碗的赞助商菲多利同意向迈克尔·杰克逊的治愈世界基金会捐款10万美元并承诺在比赛期间为基金会所属的“治愈洛城（Heal L.A.）”项目提供广告时间；该项目旨在为1992年洛杉矶暴动后的洛杉矶青少年提供医疗保健、毒品教育和指导。
超过250名志愿者负责搭建和拆卸重达10吨的舞台。舞台采用全地形轮胎，以减少对表演场地的损坏。

## 演出概况
这场表演在詹姆斯·厄尔·琼斯说出的“迈克尔·杰克逊领衔的史无前例超级碗盛会”介绍台词里拉开帷幕，随后迈克尔·杰克逊的两个替身先后在玫瑰碗体育场两个巨型电子屏的顶部登场。紧接着杰克逊本人从舞台中央弹射而出，然后保持静止不动的姿势长达2分钟，随后在与他长期合作的吉他手珍妮佛·巴滕的弹奏中开始表演。杰克逊首先表演了一段由他数首歌曲重新混音制成的组曲，这里面的歌曲有《困境》（开头部分包括《为什么你想要给我出难题（Why You Wanna Trip On Me）》）、《比利·珍》和《是黑是白》（开头部分包括《我的同伴》）；组曲最后在珍妮佛·巴滕的独奏中结束。表演的压轴是由超过3,000名洛杉矶当地儿童组成的合唱团演唱合唱的《天下一家》，同时伴随合唱的还有现场观众的排牌表演并在大屏幕上播放迈克尔·杰克逊在世界各地进行人道主义活动的视频剪辑。最后的大轴演出则是杰克逊在充气地球气球边演唱他的单曲《拯救世界》，这个地球气球与他单曲的封面非常相似。

## 商业表现
迈克尔·杰克逊领衔表演的第二十七届超级碗中场秀大获成功，这是超级碗转播史上首次出现上半场比赛结束后收视率逆势上扬的情况。
自迈克尔·杰克逊在1993年1月25日播出的全美音乐奖颁奖典礼上登场后，他于1991年发行的录音室专辑《危险之旅》的销量上涨了83%；而在超级碗中场秀表演后的一周内，这张专辑立刻在全美卖出了21,000份。而在杰克逊接连于2月10日接受奥普拉·温弗瑞的访问且在同月24日参加第三十五届格莱美奖并接受格莱美传奇奖后，这张专辑的销量进入“公告牌二百大专辑榜”前十并最终卖出500万张的成绩。

## 反响评价
美联社将这场演出形容为“光鲜亮丽”。而在此后针对超级碗中场秀的回顾性评论里，迈克尔·杰克逊的这场中场秀都被认为是有史以来的最佳之一。
根据网络媒体惊悚派于2022年发布的排名，杰克逊的这场中场秀表演位列第三。
流行音乐之王是这场爆发性超级碗中唯一有趣的部分，正如前面提到的，他把中场秀变成了今天的圣杯表演。他把中场秀变成了美国向大众宣传的最佳平台，他天生的奇观感对美式足球来说是完美的，他从舞台上的活板门上疯狂地跳了起来就是一个例证。长时间的凝视、宇航员、月球漫步——现在很容易忘记国王为什么是国王，但这场（表演）……能够提醒你。
而在《滚石》于2022年2月发布的超级碗中场秀排名里，罗伯特·谢菲尔德将第二十七届超级碗中场秀排名第14名并将这场表演成为迈克尔·杰克逊一生中最后一次伟大的电视演出。
秃鹫网于2022年发表的一篇文章里，作者布莱恩·莫伊兰（Brian Moylan）将杰克逊领衔的这场中场秀排为“最佳超级碗中场秀第十名”并盛赞这场演出将超级碗中场秀变成了“必看电视节目”。但同时他也认为这场表演存在瑕疵。
当你是第一人时并不意味你做得最好。首先，电视网还没有弄清楚如何转播中场秀。喧闹的欢呼声让观众很难听清楚音乐（现场的欢呼声持续了三分钟才开始播送音乐），而且节目中间还插播了一条广告。同时由于现场是在加利福尼亚州，因而天色并没有完全黑下来。此外节目的编排是迈克尔·杰克逊所喜爱的方式：真诚而痛苦；他没有从他那堆积如山的曲库里选择老歌，而是与儿童合唱团一起演唱了《拯救世界》，然后他在舞台上的巨大地球气球充气时演唱了《四海一家》。当然，他也表演了《比利·珍》和月球漫步。不过作为一名完美主义的表演者，迈克尔·杰克逊还可以做得更多。

## 演出歌曲
|   | 歌曲名   | 备注                                           |
| - | -------- | ---------------------------------------------- |
| 1 | 困境     | 歌曲开头部分包括《为什么你想要给我出难题（Why You Wanna Trip On Me）》 |
| 2 | 比利·珍  |                                                |
| 3 | 是黑是白 | 歌曲开头部分包括《我的同伴》                   |
| 4 | 天下一家 | 童声合唱                                       |
| 5 | 拯救世界 | 该段表演收录于《危险之旅：短片》               |